# Kim Edward Beazley

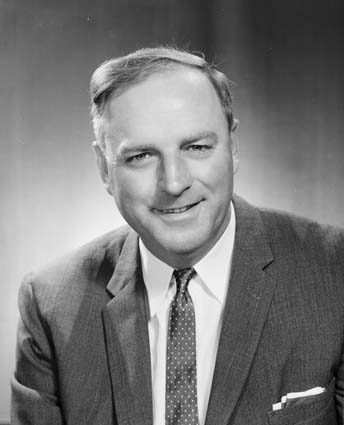
Kim Edward Beazley in 1962

Kim Edward Beazley, (Northam, 30 september 1917 – Claremont, 12 oktober 2007), vaak ook bekend als Kim Beazley was een Australische politicus en Minister van Onderwijs in de regering van Gough Whitlam.
Zijn zoon Kim Beazley is eveneens politicus en hoogleraar Politieke wetenschappen.
- Gemeinsame Normdatei: 140477748
- International Standard Name Identifier: 0000 0000 7890 887X
- Library of Congress Control Number: n85095010
- SNAC: w6766p12
- Trove: 458609
- Virtual International Authority File: 67894803
- WorldCat: E39PBJkD7VqkKMRxYqwghqmyBP